# Kabalás (Szlovákia)
Kabalás (szlovákul: Kobylnice) község Szlovákiában, az Eperjesi kerület Felsővízközi járásában.

## Fekvése
Girálttól 3 km-re délkeletre, a Tapoly mellett fekszik.

## Története
A község területén a régészeti leletek tanúsága szerint már a kőkorszak végén és a bronzkorban is éltek emberek. Az itt talált halomsírok a kelet-szlovákiai hasonló halomsírok csoportjába illeszkednek.
A mai települést 1363-ban „Alsou Kabalapataka” néven említik először. 1372-ben „Kwbwlnyche” a neve. 1391-ben a Rozgonyi család birtoka. A csicsvai váruradalomhoz tartozott. 1414-ben „Kubolnicha” alakban szerepel írott forrásokban. 1493-ban 7 portája adózott. 1715-ben 1 lakatlan és 6 lakott háza volt. 1787-ben 40 házában 273 lakos élt.
A 18. század végén Vályi András így ír róla: „KOBULNYICZA. Orosz falu Zemplén Várm. földes Ura Pothurnyai Uraság, lakosai ó hitűek, fekszik Hanusfalvához 1, és Sztropkó Városához 2 órányira, hegyes határja 3 nyomásbéli, zabot, és tatárkát terem, erdeje bikkes, szőleje nints, mész földgye van, rétek nélkül szűkölködik, piatza Sztropkón, és Hanusfalván.”
A 19. században a Bán, Dessewffy és más nemes családok voltak birtokosai. 1828-ban 32 háza és 237 lakosa volt. Lakói mezőgazdasággal és erdei munkákkal foglalkoztak. Később sokan a közeli Girált üzemeiben dolgoztak.
Fényes Elek 1851-ben kiadott geográfiai szótárában így ír a faluról: „Kobulnicza, Zemplén v. orosz falu, Sáros vmegye szélén: 6 romai, 288 g. kath., 10 zsidó lak. 635 hold szántóföld. F. u. Szulovszky, Poturnyai. Ut. p. Eperjes.”
1920 előtt Sáros vármegye Girálti járásához tartozott.

## Népessége
| Év:            | 1994. | 2004. | 2014.    | 2024.    |
| -------------- | ----- | ----- | -------- | -------- |
| Emberek száma: | 100   | 109   | 98       | 85       |
| Eltérés:       |       | +9 %  | -10,09 % | -13,26 % |

| Év:            | 2023. | 2024.   |
| -------------- | ----- | ------- |
| Emberek száma: | 89    | 85      |
| Eltérés:       |       | -4,49 % |

1910-ben 126, túlnyomórészt szlovák lakosa volt.
2001-ben 112 lakosából 111 szlovák volt.
2011-ben 95 lakosából 87 szlovák és 7 ruszin.

## Nevezetes személyek
A település szülötte Szent Alexis Toth (Saint Alexis of Wilkes-Barre, Szent Tóth Elek) (1853-1909) görögkatolikus, majd ortodox lelkész, az Amerikai Kárpátorosz (Ruszin) Ortodox Egyház püspöke. 1994-ben az Egyház szentjévé avatták.

## Nevezetességei
Görögkatolikus temploma 1788-ban épült klasszicista stílusban.